# Chính sách thị thực của Seychelles

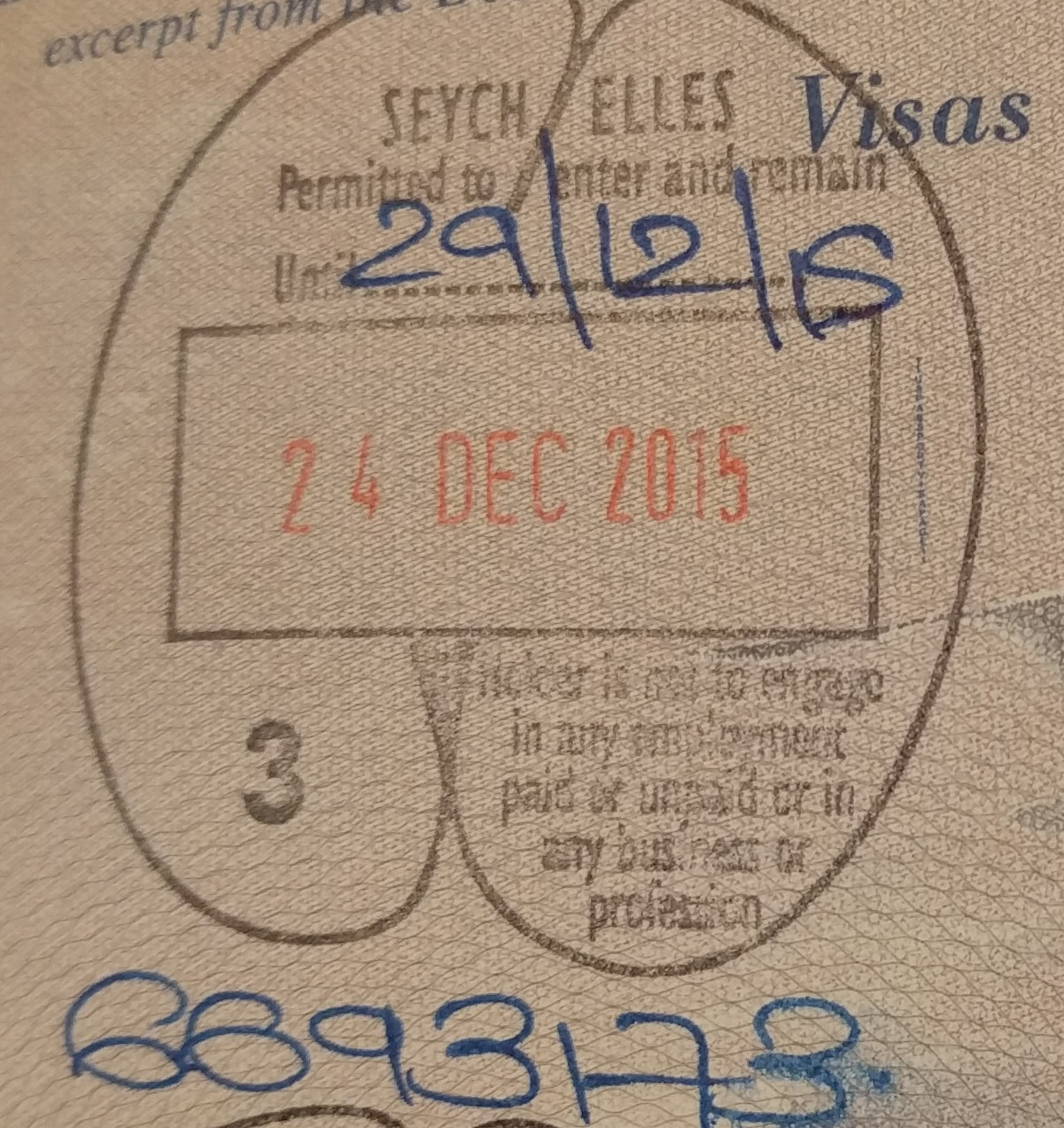
Visitor's Permit issued on arrival by Seychelles on a United States passport.

Tất cả công dân ngoại quốc đến Seychelles được miễn thị thực. Họ phải sở hữu hộ chiếu có hiệu lực vé máy bay khứ hồi hoặc chuyến tiếp theo, bằng chứng nơi ở và đủ tài chính. Giấy phép du khách được cấp miễn phí và ban đầu có hiệu lực 3 tháng và có thể được gia hạn nhiều lần mỗi lần 3 tháng nhưng không vượt quá 12 tháng.

## Miễn thị thực song phương
Ngoài bãi bỏ thị thực toàn cầu, Seychelles có ký thỏa thuận miễn thị thực song phương với các quốc gia sau:
- Brasil — miễn thị thực 90 ngày mỗi chu kỳ 180 ngày. Thỏa thuận này được ký ngày 13 tháng 12 năm 2011 và có hiệu lực ngày 21 tháng 10 năm 2016.[5][6]
- Campuchia — miễn thị thực 14 ngày và được ký năm 2012.[7][8]
- Trung Quốc — miễn thị thực 30 ngày. Thỏa thuận ký ngày 26 tháng 6 năm 2013 và đã có hiệu lực.[9]
- Liên minh Châu Âu — cho phép tát cả công dân các nước liên quan đến Hiệp ước Schengen ở lại không cần thị thực tới khoảng thời gian tối đa là 3 tháng trong mỗi chu kỳ 6 tháng kể từ lần nhập cảnh đầu tiên.[10] The agreement was signed on ngày 28 tháng 5 năm 2009 and entered into force on ngày 1 tháng 1 năm 2010.[11]
- Nga — miễn thị thực lên đến 30 ngày.[12][13] The agreement was signed on ngày 2 tháng 9 năm 2015 and entered into force on ngày 14 tháng 12 năm 2015.[14]
- Các Tiểu vương quốc Ả Rập Thống nhất — miễn thị thực lên đến 90 ngày.[15] The agreement was signed on ngày 23 tháng 11 năm 2014 and entered into force on ngày 16 tháng 7 năm 2015.[16]

## Thống kê
Hầu hết du khách đến Seychelles đều đến từ các quốc gia sau:
| Quốc gia                             | 2016    | 2015    |
| ------------------------------------ | ------- | ------- |
| Pháp                                 | 43.066  | 43.370  |
| Đức                                  | 39.488  | 35.895  |
| Các Tiểu vương quốc Ả Rập Thống nhất | 24.091  | 21.178  |
| Ý                                    | 22.845  | 21.704  |
| Bản mẫu:Country data Vương quốc An   | 18.885  | 16.572  |
| Trung Quốc                           | 14.549  | 13.941  |
| Nam Phi                              | 12.354  | 13.375  |
| Thụy Sĩ                              | 12.333  | 11.499  |
| Nga                                  | 11.465  | 12.222  |
| Ấn Độ                                | 10.916  | 7.718   |
| Tổng                                 | 303.177 | 276.233 |

## tham khảo
1. ↑  Entry Formalities Lưu trữ ngày 12 tháng 5 năm 2018 tại Wayback Machine, Seychelles Tourism Board
2. ↑  “Thông tin thị thực và sức khỏe”. Timatic. Hiệp hội Vận tải Hàng không Quốc tế (IATA) thông qua Gulf Air. Truy cập ngày 1 tháng 4 năm 2017.
3. ↑  Passport & Visa Requirements Lưu trữ ngày 13 tháng 3 năm 2020 tại Wayback Machine, Immigration and Civil Status Department
4. ↑  Visitors Permit Lưu trữ ngày 13 tháng 3 năm 2020 tại Wayback Machine, Immigration and Civil Status Department
5. ↑  Agreement between the Government of the Federative Republic of Brazil and the Government of the Republic of Seychelles on partial exemption of visa requirements Lưu trữ ngày 14 tháng 7 năm 2014 tại Wayback Machine, Ministry of External Relations of Brazil. (tiếng Bồ Đào Nha), (tiếng Anh)
6. ↑  Entrance Visas in Brazil Lưu trữ ngày 28 tháng 10 năm 2016 tại Wayback Machine, Ministry of External Relations of Brazil, ngày 21 tháng 10 năm 2016.
7. ↑  Cambodia, Seychelles Sign Visa Exemption Accord
8. ↑  “Bản sao đã lưu trữ”. Bản gốc lưu trữ ngày 10 tháng 2 năm 2020. Truy cập ngày 27 tháng 1 năm 2018.
9. ↑  “Seychelles Signs Historic Visa Waiver with China”. Bản gốc lưu trữ ngày 5 tháng 1 năm 2016. Truy cập ngày 27 tháng 1 năm 2018.
10. ↑  Agreement between the European Community and the Republic of Seychelles on the short-stay visa waiver
11. ↑  “Seychelles and Russia sign Visa Waiver Agreement set to Deepen longstanding Ties”. Bản gốc lưu trữ ngày 11 tháng 8 năm 2019. Truy cập ngày 27 tháng 1 năm 2018.
12. ↑  The agreement between the Government of the Russian Federation and the Government of the Republic of Seychelles on cancellation of visa requirements at short-term trips of citizens of the Russian Federation and citizens of the Republic of Seychelles (in Russian)
13. ↑  Visa-free travel to Russia for all Seychelles passport holders as of December 14
14. ↑  Visa free travel to UAE for all Seychelles passports soon
15. ↑  It's official! Visa-free travel to UAE for all Seychelles passports as of Thursday
16. ↑  http://www.nbs.gov.sc/wp-content/uploads/2017/01/Visitor-Arrivals-2016-Summary.pdf